# Swansea West (circonscription du Parlement britannique)
Pour les articles homonymes, voir Swansea West et Swansea (homonymie).
Circonscription parlementaire de la Chambre des communes
Swansea West est une circonscription électorale britannique située au pays de Galles.

## Liste des députés
| Élection    | Député            | Parti | Parti                  |
| ----------- | ----------------- | ----- | ---------------------- |
| 1918        | Alfred Mond       |       | Parti libéral          |
| 1922        | Alfred Mond       |       | Parti libéral          |
| 1923        | Howel Samuel (en) |       | Parti travailliste     |
| 1924        | Walter Runciman   |       | Parti libéral          |
| 1929        | Howel Samuel (en) |       | Parti travailliste     |
| 1931        | Lewis Jones (en)  |       | Parti national-libéral |
| 1935        | Lewis Jones (en)  |       | Parti national-libéral |
| 1945        | Percy Morris (en) |       | Parti travailliste     |
| 1950        | Percy Morris (en) |       | Parti travailliste     |
| 1951        | Percy Morris (en) |       | Parti travailliste     |
| 1955        | Percy Morris (en) |       | Parti travailliste     |
| 1959        | Hugh Rees (en)    |       | Parti conservateur     |
| 1964        | Alan Williams     |       | Parti travailliste     |
| 1966        | Alan Williams     |       | Parti travailliste     |
| 1970        | Alan Williams     |       | Parti travailliste     |
| 1974 (fév.) | Alan Williams     |       | Parti travailliste     |
| 1974 (oct.) | Alan Williams     |       | Parti travailliste     |
| 1979        | Alan Williams     |       | Parti travailliste     |
| 1983        | Alan Williams     |       | Parti travailliste     |
| 1987        | Alan Williams     |       | Parti travailliste     |
| 1992        | Alan Williams     |       | Parti travailliste     |
| 1997        | Alan Williams     |       | Parti travailliste     |
| 2001        | Alan Williams     |       | Parti travailliste     |
| 2005        | Alan Williams     |       | Parti travailliste     |
| 2010        | Geraint Davies    |       | Parti travailliste     |
| 2015        | Geraint Davies    |       | Parti travailliste     |
| 2017        | Geraint Davies    |       | Parti travailliste     |
| 2019        | Geraint Davies    |       | Parti travailliste     |
| 2024        | Torsten Bell      |       | Parti travailliste     |

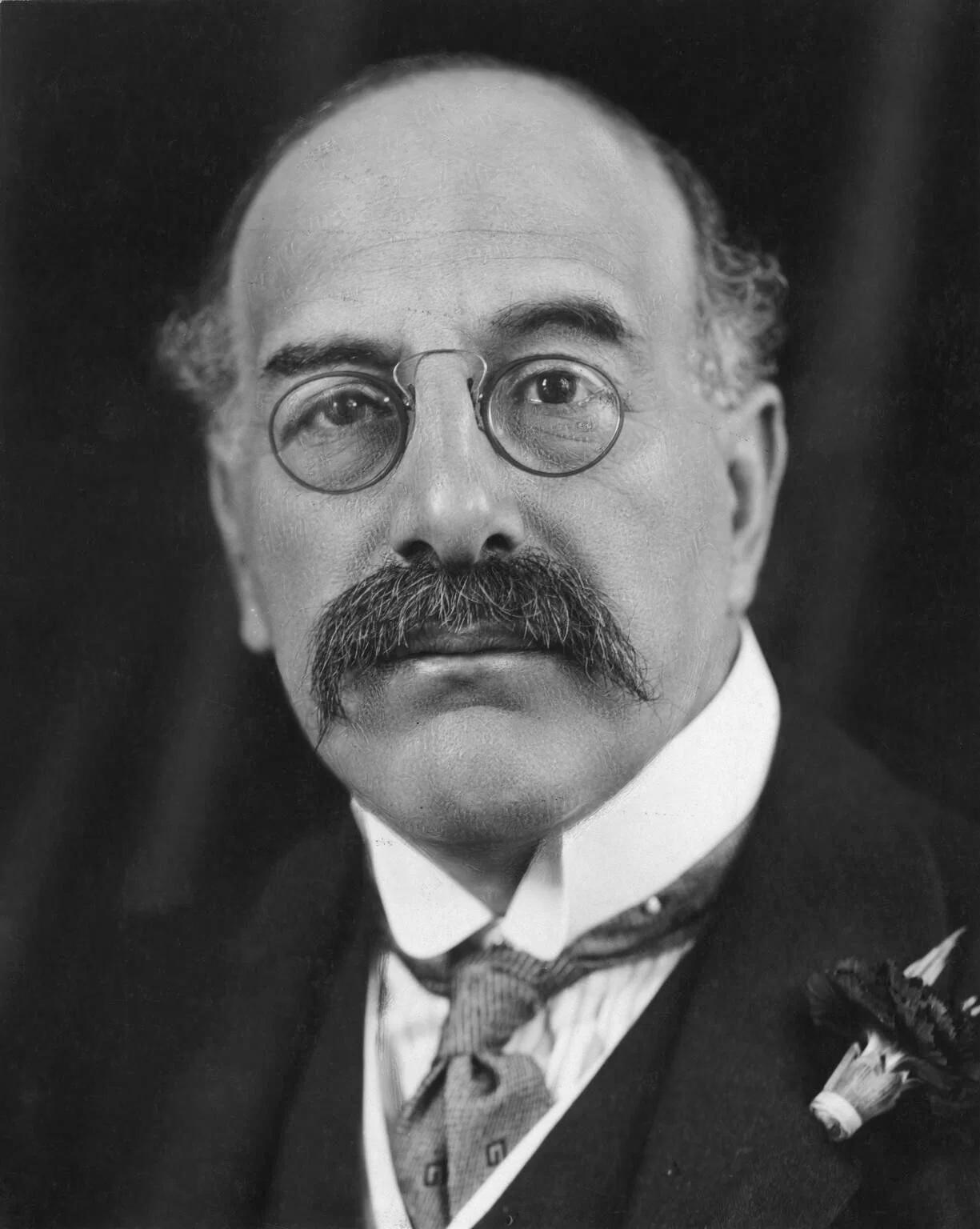
Alfred Mond (1918-1923)
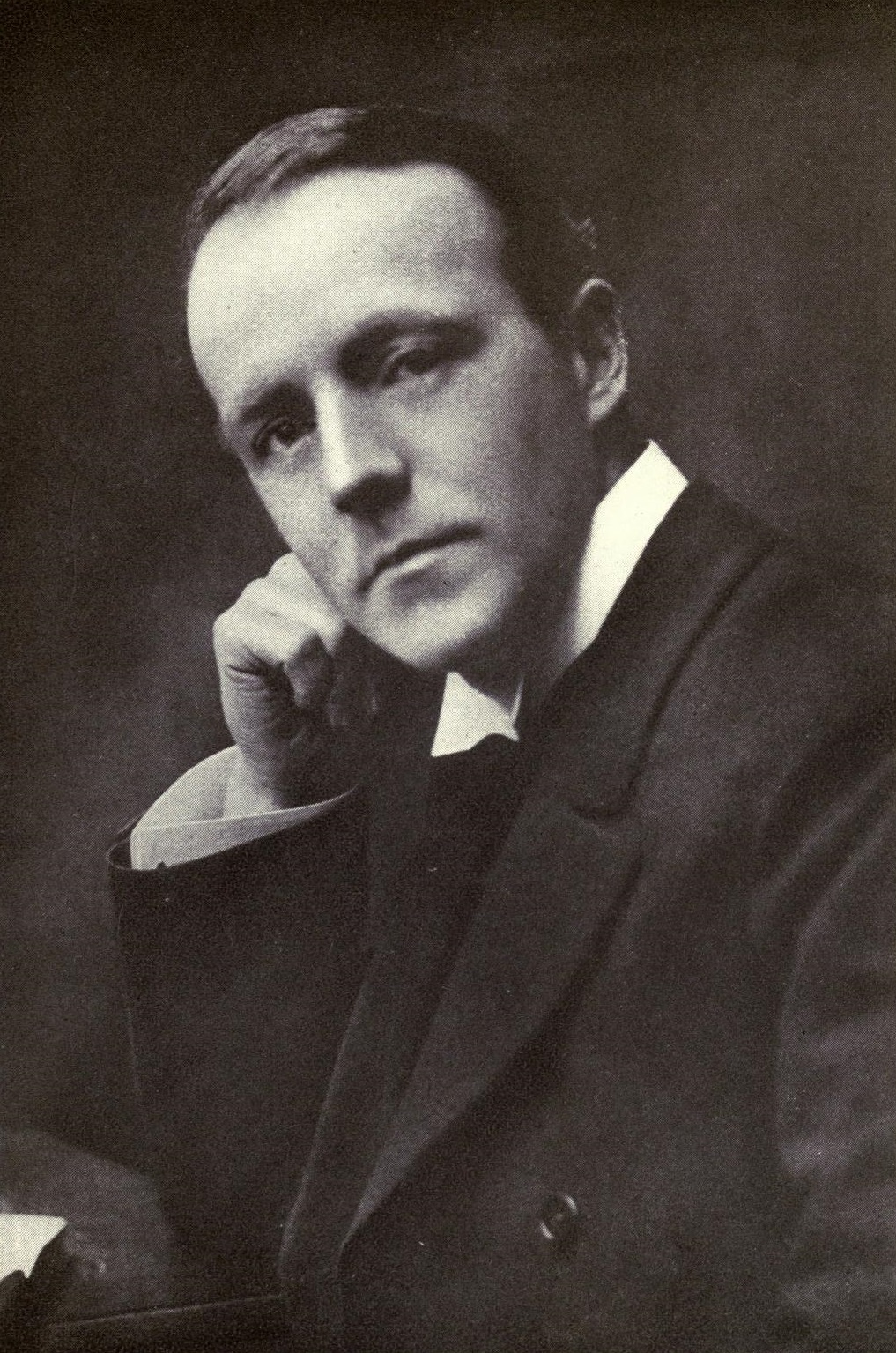
Walter Runciman (1924-1929)
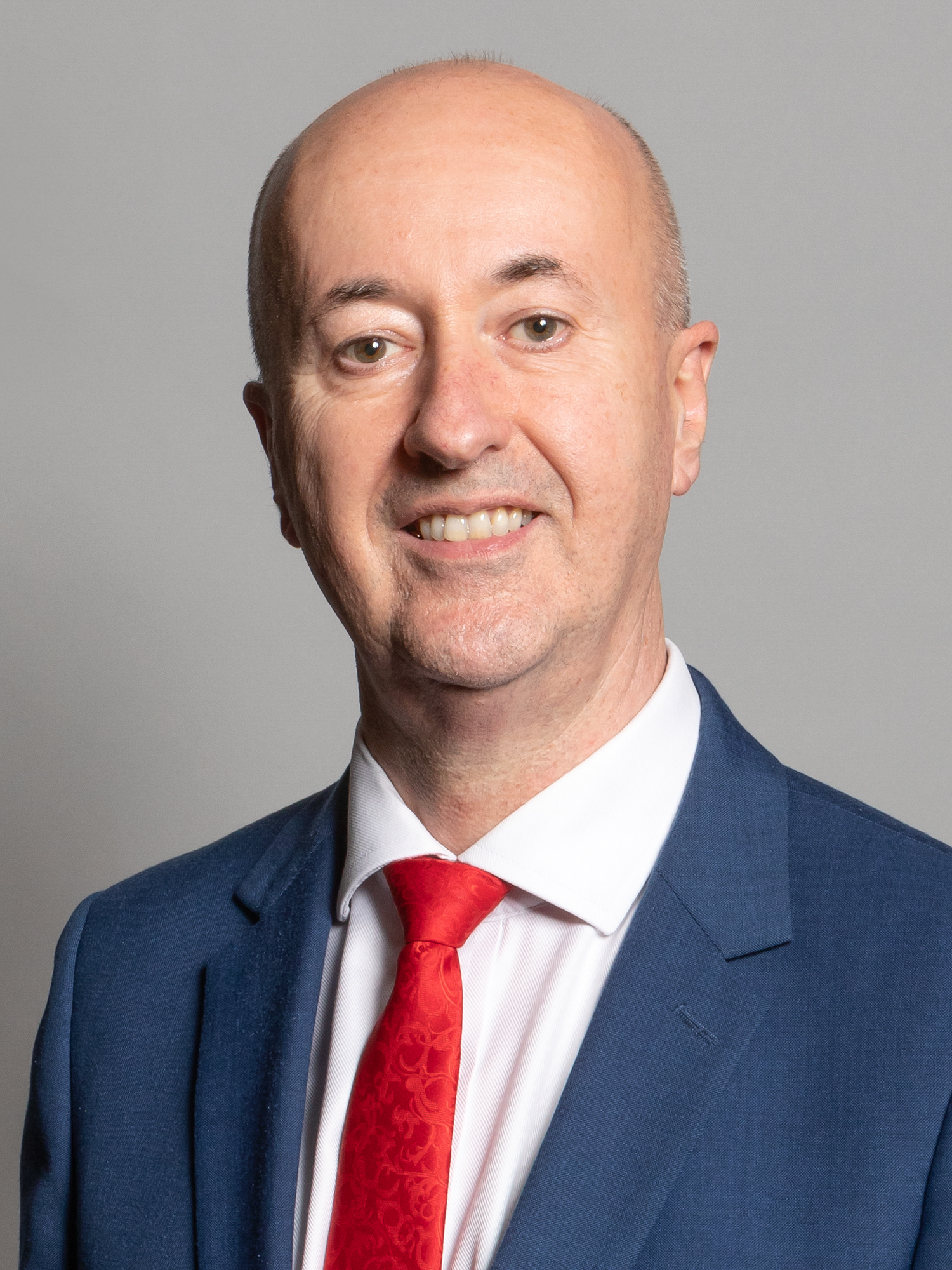
Geraint Davies (2010-2024)
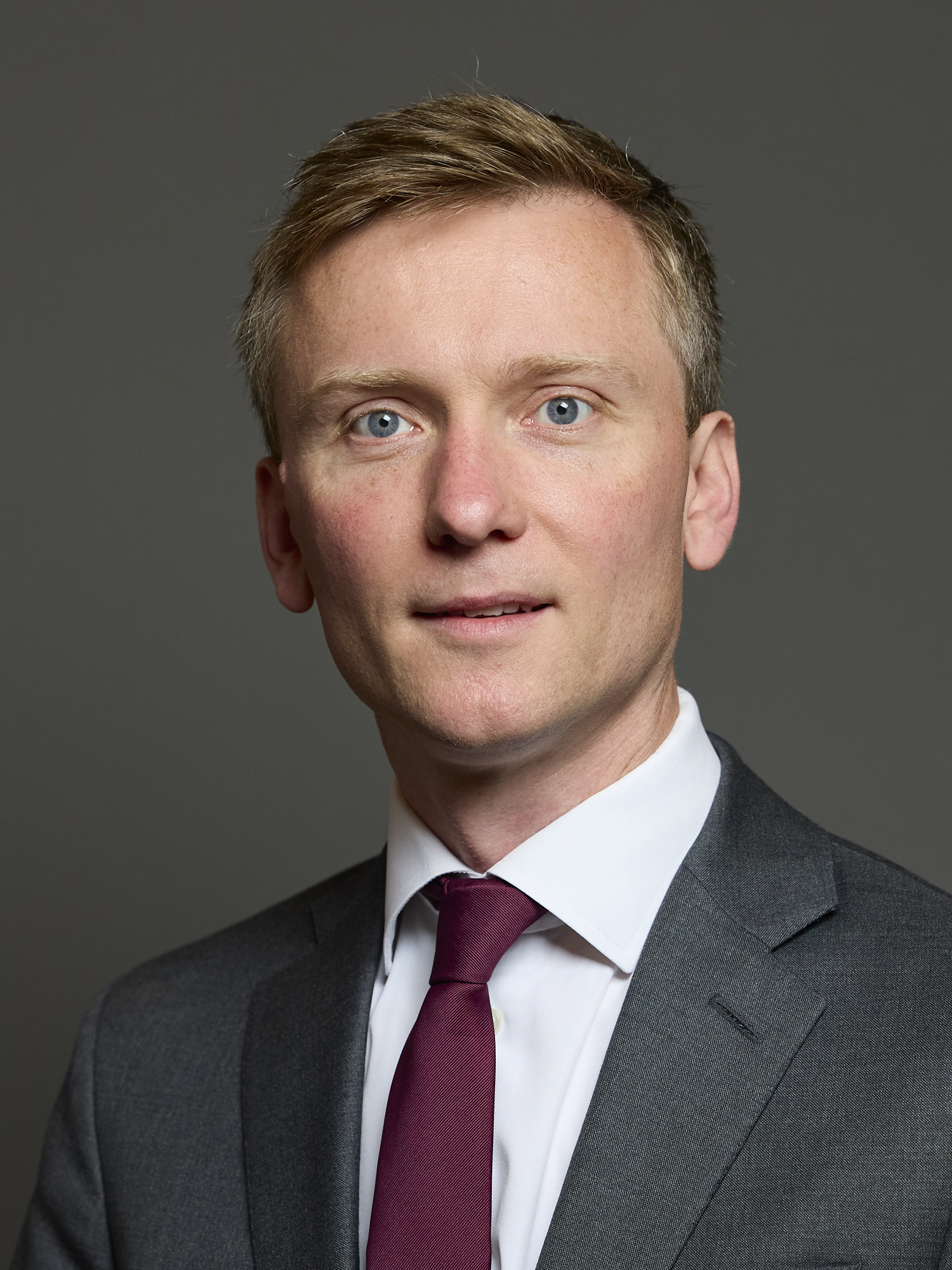
Geraint Davies (2024-en cours)